# Nikolaus Bergendahl
Nikolaus Algot Bergendahl, född 28 augusti 1850 i Sexdrega i Västergötland, död 22 mars 1918 på Sabbatsbergs sjukhus i Stockholm, var postexpeditör, kontrollör vid Postkontoret i Stockholm och notarie.
Bergendahl gjorde sig känd som Magnis på Nabben vilket var ett alias han använde när han arbetade som underhållare och bygdemålsberättare på Skansen. Han turnerade i Sverige, främst med sina mycket populära Fänrik Stål-aftnar. Bergendahl är framförallt känd som den förste att recitera Tennyson Nyårsklockan på Skansen, nyårsaftonen 1895. I flera källor omskrivs han som Nicklas Bergendahl. Bergendahl donerade även en mängd föremål till Nordiska museet.